# Énergie au Liban
Le secteur de l'énergie au Liban est totalement dominé par le pétrole, qui représente plus de 90 % de l'énergie primaire consommée, et près de 30 % des importations totales du pays en 2022.
Le marché libanais de l'énergie est caractérisé une consommation en forte hausse, et des pénuries fréquentes du fait d'infrastructures vétustes en partie détruites par la guerre civile qui a ravagé le pays entre 1975 et 1990,.
Depuis les années 1990, d'importants travaux ont néanmoins été engagés par les pouvoirs publics pour augmenter la production, diversifier le mix énergétique très dépendant des énergies fossiles importées, et raccorder de nombreux foyers n'ayant pas accès à l'électricité. La consommation d'énergies primaires a ainsi été multipliée par plus de 4 entre 1990 et 2017, passant d'environ 2 à plus de 8 tonnes d'équivalent pétrole sur cette période. Mais des écarts élevés entre la capacité de production et la demande persistent, principalement pour ce qui concerne l'électricité.
Le secteur de la distribution de carburant est aux prises avec des difficultés financières chroniques du fait de l'utilisation des fluctuations du dollar, monnaie utilisée pour les importations, tandis que le prix des carburants est fixé en livre libanaise par le Ministère de l'Énergie,. Pour autant, contrairement à l'électricité, il n'y a pas de pénurie structurelle d'essence sur le marché libanais,. Mais la dépendance extérieure du secteur énergétique libanais aggrave lourdement la dette publique libanaise : la dette liée au secteur de l’énergie et de l’électricité du Liban représente plus de 40 % de sa dette souveraine du Liban alors que les Libanais bénéficient de moins de deux heures d’électricité par jour.
La fonction de Ministre de l'Énergie et de l'Eau est actuellement occupée par Nada Boustani. En janvier 2020, Walid Joumblatt, principal chef politique de la communauté druze du Liban suggère de nommer à ce poste à Carlos Ghosn, ancien PDG de Renault d'origine libanaise et réfugié au Liban depuis son évasion du Japon où il est inculpé pour des malversations. Cette proposition est déclinée par l'homme d'affaires.

## Chronologie du secteur énergétique au Liban
Dans les années 1960, le Liban avait une consommation électrique annuelle par habitant parmi les plus élevées du Moyen-Orient, d'environ 300 kWh contre 130 en Turquie, 100 en Syrie, et 61 en Jordanie.
Entre 1975 et 1990, la guerre du Liban, conflit interne ponctué d’interventions étrangères fait près de 150 000 victimes, et provoque d'importants dégâts matériels, notamment sur les infrastructures énergétiques. Au sortir du conflit, la capacité de production s’est réduite à environ 600 mégawatts.
Depuis lors, la demande est repartie à la hausse, et plusieurs initiatives de réformes et reconstructions d'infrastructures ont été prises par les pouvoirs publics pour y faire face. Les tarifs de l'électricité ont notamment été bloqués en 1994 et basés sur le prix du baril de pétrole de l’époque qui s’élevait à 20 dollars. Ce faisant, le gouvernement libanais achète de l’électricité à un prix inférieur pour aider les personnes à revenu modeste à payer leurs factures, et couvrir le coût chaque année tandis que, pour des raisons électorales, cette politique de subvention a été appliquée à toute la population, et non seulement aux plus défavorisés. Cela a entraîné une consommation abusive, des profits sur les concessions et d’énormes déficits publics.
En août 2006, le conflit israélo-libanais détruit à nouveau une partie de l'infrastructure du Liban, provoquant une baisse de 20 % de la consommation d'énergie primaire, entre 2005 et 2007. Après la fin des hostilités, celle-ci repart à la hausse retrouvant son niveau d'avant la guerre en repassant en 2008 le seuil de 5 tonnes d'équivalent pétrole.
Dans une moindre mesure, le Liban, très dépendant des importations d'hydrocarbures subit les conséquences du "troisième choc pétrolier" de la fin des années 2000.
En fin d'année 2019, les pénuries d'électricité persistantes, ainsi que de nouvelles taxes sur les carburants font partie des principales causes des manifestations qui secouent le pays à partir d'octobre.

## Mix énergétique

### Consommation d'énergie primaire au Liban
| Années                 | 1992 | 1997 | 2002 | 2007 | 2012 | 2017 |
| Pétrole                | 2283 | 4877 | 4860 | 3801 | 6765 | 8644 |
| Charbon                | 0    | 132  | 132  | 132  | 165  | 171  |
| Bimoasse               | 105  | 123  | 142  | 169  | 141  | 133  |
| Énergies renouvelables | 62   | 79   | 63   | 60   | 126  | 87   |
| Gaz naturel            | 0    | 0    | 0    | 0    | 0    | 0    |
| Total (Ktep)           | 2450 | 5211 | 5197 | 4162 | 7197 | 9035 |

Source : Agence Internationale de l'Énergie
En 2017, plus de 95 % de l'énergie primaire consommée au Liban étaient constituées d'hydrocarbures, uniquement le pétrole, le gaz naturel étant absent du mix.
En septembre 2019, un appel d’offres a été communiqué par le gouvernement portant sur l’importation de trois unités flottantes de stockage et de transformation du gaz liquéfié, visant à terme remplacer le fioul par du gaz dans le mix énergétique.

### Production d'électricité au Liban

#### Production d'Électricité du Liban
La compagnie nationale, « Électricité du Liban », détient le monopole de la production d’électricité dans le pays depuis les années 1960, et emploie 2000 salariés. En 2010, un plan d’action a été approuvé par le gouvernement libanais, prévoyant la modernisation des réseaux de distribution, et l’installation d’un système de comptage moderne. Des plans de raccordements à grande échelle sont depuis lors régulièrement mis en œuvre par la compagnie nationale.
Le courant est principalement produit par des centrales thermiques terrestres, auxquelles s'ajoutent deux navires-centrales loués au turc Karpowership. Les centrales thermiques de Deir Ammar et Zahrani, qui déploient chacune environ 470 mégawatts fonctionnent au gasoil, tandis que les autres centrales thermiques du pays consomment du fioul. Ces infrastructures sont approvisionnées par des navires-citernes dépêchés par les deux fournisseurs du pays, l’algérien Sonatrach et Kuwait Petroleum Corpporation. En décembre 2021, le Ministre libanais de l'Énergie se rend à Paris et rencontre le PDG du groupe Total Patrick Pouyanne, de qui il obtient un accord pour mener une étude technique et financière relative à la construction d'une unité flottante de regazéification dans la centrale électrique de Zahrani. L'usine a une capacité d'environ 650 millions de mètres cubes de gaz par an, mais cette capacité passerait à 1,4 milliard de mètres cubes après la construction de l'unité supplémentaire.
La  production d'électricité de la compagnie EDL est d'environ 1 800 mégawatts (pour capacité totale d'environ 2 300 MW), tandis que la demande oscille entre 3 000 et 3 200 MW,. À cause de ce déséquilibre, en 2018, les habitants de l'agglomération de Beyrouth subissaient environ de 4 heures et demie de coupure d'électricité par jour, tandis que le rationnement est beaucoup plus lourd dans les régions périphériques.

#### Usage massif de groupes électrogène
Cette tension sur le marché de l'électricité est en partie compensée par l'utilisation de générateurs privés, qui fournissent du courant à plus de 1,5 million de foyers touchés par les coupures. Ces générateurs sont tolérés par le gouvernement qui fixe les prix de revente de l'électricité qu'ils produisent.
En 2018, selon une étude de la Banque mondiale, entre 33.000 et 37.000 groupes électrogènes produisaient 8,1 térawattheures d’électricité et couvraient 37% de la demande d’électricité du Liban et étaient responsables de 11,4% des émissions de gaz à effet de serre dans le pays. Pour le secteur résidentiel, les générateurs de quartier fournissaient 4 térawattheures à près de 1,1 million de foyers. Mais ce parc est aussi dépendant du carburant importé qu’Électricité du Liban (voire plus en raison de son inefficience) avec une consommation estimée à 1,8 milliard de dollars en 2018.
Outre des difficultés de production, le marché de l'électricité au Liban est aussi en butte à des problèmes de détournement par des branchements illégaux, en raison des insuffisances persistantes de raccordement. Ceux-ci ont détourné plus de 20 % de la production en 2018. La compagnie Électricité du Liban prévoit les réduire à 3 % en 2021, en raccordant massivement les foyers dans le besoin au réseau national. Cette mesure est un des axes majeurs du plan de réforme de l’électricité voté en avril 2019, qui vise à rendre EDL capable à terme de fournir du courant 24 h sur 24 à tous ses abonnés tout en restant rentable.

### Importations
En août 2021, l'administration américaine approuve un projet qui permettrait d'approvisionner le Liban en électricité en provenance de Jordanie via la Syrie, potentiellement financé avec l’aide de la Banque mondiale.

### Consommation énergétique dans le secteur des transports
Le début des années 2020 est marqué au Liban par un essor des véhicules électriques, accéléré par la crise économique qui provoque durant l'été 2021 une dramatique pénurie de carburants. Selon les chiffres de la Direction générale du département du trafic routier confirment ce constat, 741 voitures électriques ont été mises en circulation au Liban depuis 2015 jusqu’à fin mai 2022, dont 83,4 % l’ont été depuis début 2021.
Vu sa petite superficie (10 452 km²) et sa nature montagneuse, le Liban représente un terrain idéal pour ces véhicules, mais le manque, voire l’absence d’infrastructures adaptées est l’une des raisons principales du retard des Libanais habituellement avides de nouveauté. Une douzaine de stations de recharge ont été installées sur l’ensemble du territoire libanais, essentiellement entre la capitale Beyrouth et la région du Mont-Liban. Depuis 2018, les importations de véhicules électriques au ,Liban sont exemptées de droits de douane.

## Développements du potentiel énergétique du pays

### Développement des énergies renouvelables
Depuis la fin de la guerre civile, la part des énergies renouvelables dans le mix énergétique du Liban oscille entre 1 et 2%. Si les infrastructures manquent, plusieurs estimations indiquent que le potentiel du pays en énergies renouvelables est globalement élevé.
En 2010, le gouvernement libanais a lancé l'"Action nationale pour l'efficacité énergétique et les énergies renouvelables", un mécanisme dédié au financement de projets d'énergie verte dans le pays. Les entités du secteur privé peuvent demander des prêts avantageux pour tout type de projets respectueux de l'environnement. En septembre 2019, la ministre de l’Énergie et de l’Eau, Nada Boustani, annonce que le Liban a revu à la hausse son objectif en termes de part d’énergies renouvelables à l’horizon 2030, à 30 % de la demande d’électricité. Il s’agit du double du seuil initialement fixé.
Selon un rapport préparé par le Centre libanais pour la conservation de l’énergie et publié par Forbes Moyen-Orient, un investissement de 6,7 milliards de dollars dans les énergies renouvelables pourrait mettre fin à la pénurie d’électricité au Liban : 
- 2,6 milliards de dollars pour 2 500 MW de solaire photovoltaïque ;
- 1,8 milliard de dollars pour 1 000 MW d'éolien ;
- 1,9 milliard de dollars  pour 601 MW d'hydroélectricité ;
- 309 millions de dollars  pour 100 MW de centrale solaire thermodynamique ;
- 50 millions de dollars  pour 13 MW biogaz.

À noter que les chiffres de l’hydroélectrique qui pourrait couvrir 10 à 15 % des besoins semblent exagérés puisqu’il devrait coûter environ 400 millions de dollars tandis que les investissements pour le solaire et l’éolien devraient être limités respectivement à 700 MW et 800 MW. Le Liban devrait également envisager d’investir dans la géothermie.

#### Potentiel sur l'énergie photovoltaïque
Le Liban dispose de deux atouts pour le développement de production d'énergie photovoltaïque : 300 jours d'ensoleillement par an, avec 8 à 9 heures de lumière par jour, et un modèle de production de facto décentralisé qui pourrait accélérer la transition. Mais le manque de moyens financier et d'investissements étrangers est le principal obstacle pour leur développement dans le pays. Ce modèle se heurte aussi au problème de l’espace nécessaire pour installer les panneaux, surtout en ville, ce pour quoi les villages et petites municipalités sont privilégiées comme emplacements. Enfin, si ce secteur peut permettre à terme au Liban de progresser vers l'autonomie énergétique, les panneaux solaires et les batteries sont des importations que le Liban doit payer en dollars alors que sa monnaie locale est en chute.
Depuis le lancement d’un projet pilote en 2015 dans le village Kabrikha, au Sud, à l’instigation de l’agence Cedro du Programme des Nations unies pour le développement, au moins 17 municipalités ont manifesté un intérêt pour l’énergie solaire, et dont plusieurs en partenariat avec le secteur privé.
En 2018, la capacité totale des panneaux photovoltaïques dans le pays totalisait 56,4 mégawatts-crête (unité mesurant la puissance maximale d’un dispositif). Ce chiffre représente une hausse de 51 % par rapport aux 37,37 MWc enregistrés en 2017, mais l’énergie produite par les panneaux solaires au Liban (83,59 GWh) reste faible, représentant 0,55 % du total généré par Électricité du Liban en 2018.
Un parc solaire d’une capacité de 300 kilowatts peak avec des batteries est installé dans la localié de Bchaalé en 2018, et un an plus tard, la société KEnergy s’associe avec le couvent et la municipalité de Jabboulé pour installer un parc d’une capacité de 800 kWp couplé à des batteries pouvant stocker 500 kWh, sur un terrain de 15.000 mètres carrés.
En août 2019, le gouvernement des Pays-Bas débloque un don de 600 000 euros pour financer une étude de faisabilité pour la construction d’une centrale solaire dans le Hermel. Le développement de la centrale, dont la puissance serait comprise entre 50 et 100 MW, est programmé pour 2025. Elle sera exploitée par Électricité du Liban.
En septembre 2022, le président du Centre libanais pour la conservation de l’énergie (LCEC) Pierre Khoury fait état de 350 millions de dollars investis et en passe de l’être dans le photovoltaïque privé, entre 2021 et fin 2022, pour 250 mégawatts-crête (soit la puissance maximale), qui se sont ajoutés aux 100 déjà existants. Il s’agit aussi bien de petites installations résidentielles d’appoint que de structures plus grandes équipant des industries, des exploitations agricoles, et des centres commerciaux.

#### Potentiel éolien
Parmi les projets en cours de développement des énergies renouvelables, la construction d’un parc éolien de plus de 220 MW dans le Gouvernorat de l'Akkar ou la construction prochaine de 12 parcs solaires pour une capacité totale de 180 MW. Un cahier des charges invitant le secteur privé à construire des centrales éoliennes d'une capacité de 500 MW a également été envoyé par Nada Boustani, à 42 entreprises ayant manifesté leur intérêt.

#### Potentiel sur l'énergie géothermique
En mars 2014, le ministre de l'Énergie et de l'Eau, Arthur Nazarian, a annoncé le lancement d’une prospection nationale des ressources géothermiques du Liban menée par le projet Cedro-PNUD. L'énergie géothermique disponible au Liban est estimée à 1 milliard de MWh, soit 70 000 fois les besoins énergétiques annuels pays, bien qu'une très faible part puisse être extraite et commercialisée faute de moyens techniques adéquats.

### Développement du secteur des hydrocarbures
En février 2020, le président libanais Michel Aoun annonce le lancement officiel des travaux de forage du premier puits d'exploration d’hydrocarbures au Liban, dans les eaux territoriales du pays à 30 km de Beyrouth. Un consortium constitué des compagnies française, italienne et russe Total, ENI et Novatek, (mené par Total) est chargé de l'exploration de ces gisements potentiels, tandis que le premier forage sera effectué par la compagnie américaine Vantage Drilling.
Un premier puits de 1 500 mètres de profondeur (en dessous du niveau de la mer) est prévu, suivi d'autres puits plus profonds, si le premier forage est concluant. Ces opérations vont durer 60 jours avec l’appui de trois autres navires et deux hélicoptères de soutien. L’ingénieur pétrolier libanais Rabih Yaghi, estime à 1 sur 5 les chances de trouver des hydrocarbures dès le premier forage, à la suite de quoi neuf ans seraient encore nécessaires, pour que le Liban soit considéré comme pays producteur de pétrole.
Mais le principal point d'achoppement pour mener ces travaux d'exploration est la délimitation des frontières entre les pays alentour. Le Liban a ainsi conduit plusieurs négociations avec des pays de la région pour délimiter ses frontières maritimes, notamment la Syrie, la Jordanie, l'Égypte et Chypre. Mais une partie des ressources pétrolières se trouve aussi dans une zone maritime disputée avec Israël, pays avec lequel le Liban est toujours officiellement en guerre.
En octobre 2022, un accord est finalement trouvé entre Beyrouth et Tel-Aviv grâce à une médiation américaine, pour délimiter leur frontière maritime et lever cet obstacle clé à l'exploitation de gisements gaziers en Méditerranée orientale. Dans la foulée de cet accord, Le Liban demande à TotalEnergies d'entamer le forage d'exploration dans ses eaux, alors que le groupe français a reçu une licence en 2018 pour explorer du gaz dans deux des 10 blocs offshore du Liban, connus sous le nom de bloc 4 et bloc 9. Les entreprises l’italienne Eni et russe Novatek font aussi partie du consortium, tandis que des entreprises américaines et qataries pourraient être encouragées à présenter leur candidature.
Le 29 janvier 2023, Qatar Energy rejoint le consortium mené par TotalEnergies pour l'exploration gazière des eaux libanaises, en rachetant une participation de 30 % dans les blocs 4 et 9. Le russe Novatek s'était retiré en août 2022, invoquant des raisons « économiques et financières » et des « risques politiques ». Les parts de TotalEnergies, l'opérateur, et Eni sont ramenées à 35 % chacun.Les résultats d'un premier puits dans le bloc 4 en 2020 n'avaient rien donné ; un premier forage exploratoire dans le bloc 9 doit être lancé d'ici à fin septembre 2023.